# Файрборн (Беліз)

Файрборн (англ. Fireburn) — поселення менонітів на північному заході Белізу, в окрузі Ориндж-Волк, на південь від адміністративного центру краю.

## Розташування
Файрборн знаходиться на низовині Юкатанської платформи в серединній частині Белізу і поблизу великого прісноводного озера Нью-Рівер Лагуна (New River Lagoon). Місцевість навколо Файрборна рівнинна, помережена невеличкими річками та болотяними озерцями, а село стоїть
на берегах головної водної артерії округу — повноводної річки Ріо-Нуево (Rio Nuevo).

## Населення
Населяють село меноніти, за даними на 2010 рік становить 95 осіб.
| Рік       | 2000 | 2010 |
| --------- | ---- | ---- |
| Населення | 32   | 95   |

## Клімат
Файрборн знаходиться у зоні тропічного мусонного клімату. Середньорічна температура становить +24 °C. Найспекотніший місяць квітень, коли середня температура становить +26 °C. Найхолодніший місяць січень, з середньою температурою +21 °С. Середньорічна кількість опадів становить 3261 міліметрів. Найбільше опадів випадає у жовтні, в середньому 404 мм опадів, самий сухий квітень, з 46 мм опадів.